# Junkers Jumo 004

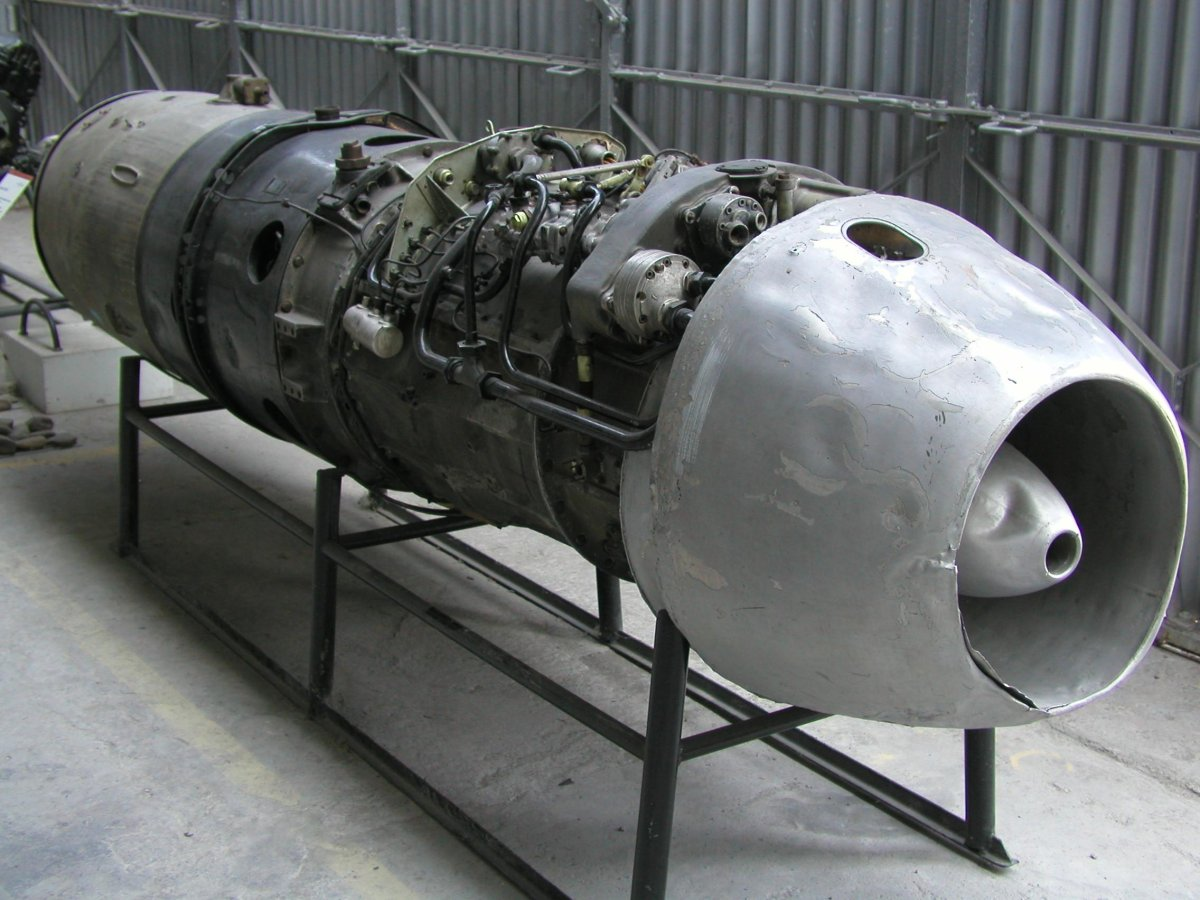
Avia M-04 (Junkers Jumo 004 B-1) vyráběný v Československu vystavený v Leteckém muzeu v Košicích

Junkers Jumo 004B byl první sériově vyráběný a operačně používaný proudový motor na světě; původní motor Jumo 004A byl značně odlišný, navíc při jeho výrobě byla výrazně vyšší spotřeba deficitních surovin — viz článek Mir. Balouse v L+K 8/2001. Do sériové výroby přišel prakticky v téže době, kdy se v Británii vyráběly motory Rolls-Royce Welland pro stíhací letouny Gloster Meteor, navíc se i rozběhla výroba motorů Rolls-Royce Derwent I pro stíhačky Meteor III. Byl i prvním úspěšným proudovým motorem s axiálním kompresorem. Během konce druhé světové války bylo společností Junkers v Německu vyrobeno kolem 8 000 motorů Jumo 004, které poháněly stíhací letouny Messerschmitt Me 262 a bombardovací letouny Arado Ar 234.
Po skončení války bylo menší množství motorů Jumo 004 vyrobeno[zdroj?] Leteckými opravnami Malešice v Československu pod označením M-04. Poháněly letouny Avia S-92  - šlo o několik strojů Me 262, zkompletovaných převážně z dílů, které se podařilo shromáždit; oproti původnímu stroji letouny Avia měly několik menších zdokonalení, kupř. hydraulické čerpadlo bylo na obou motorech.
V Sovětském svazu na základě konstrukce Jumo 004 vyráběli vlastní, výrazně překonstruovaný a zdokonalený, motor RD-10, kde mj. poháněly stíhačky Jakovlev Jak-15 a několik prototypů proudových stíhacích letounů. Oproti vzoru byly RD-10 značně zdokonaleny, mj. se sovětským konstruktérům podařilo úspěšně vyřešit regulaci motoru, který nyní měl bezproblémové přechody a rovněž netrpěl zhášením v letových hladinách nad 6000 metrů. Rovněž kupř. při výrobě turbíny byly využity vysoce kvalitní žárupevné materiály (žárupevné niklové slitiny), které nahradily naprosto nevyhovující žárupevnou austenitickou ocel Tinidur. Výsledkem byl motor s mnohem vyšší spolehlivostí i životností oproti německému vzoru, navíc i s vyšším tahem.[zdroj?]
Ve Francii ukořistěné Jumo 004 poháněly letouny Sud-Ouest SO.6000 Triton a Arsenal VG-70.

## Použití
- Arado Ar 234

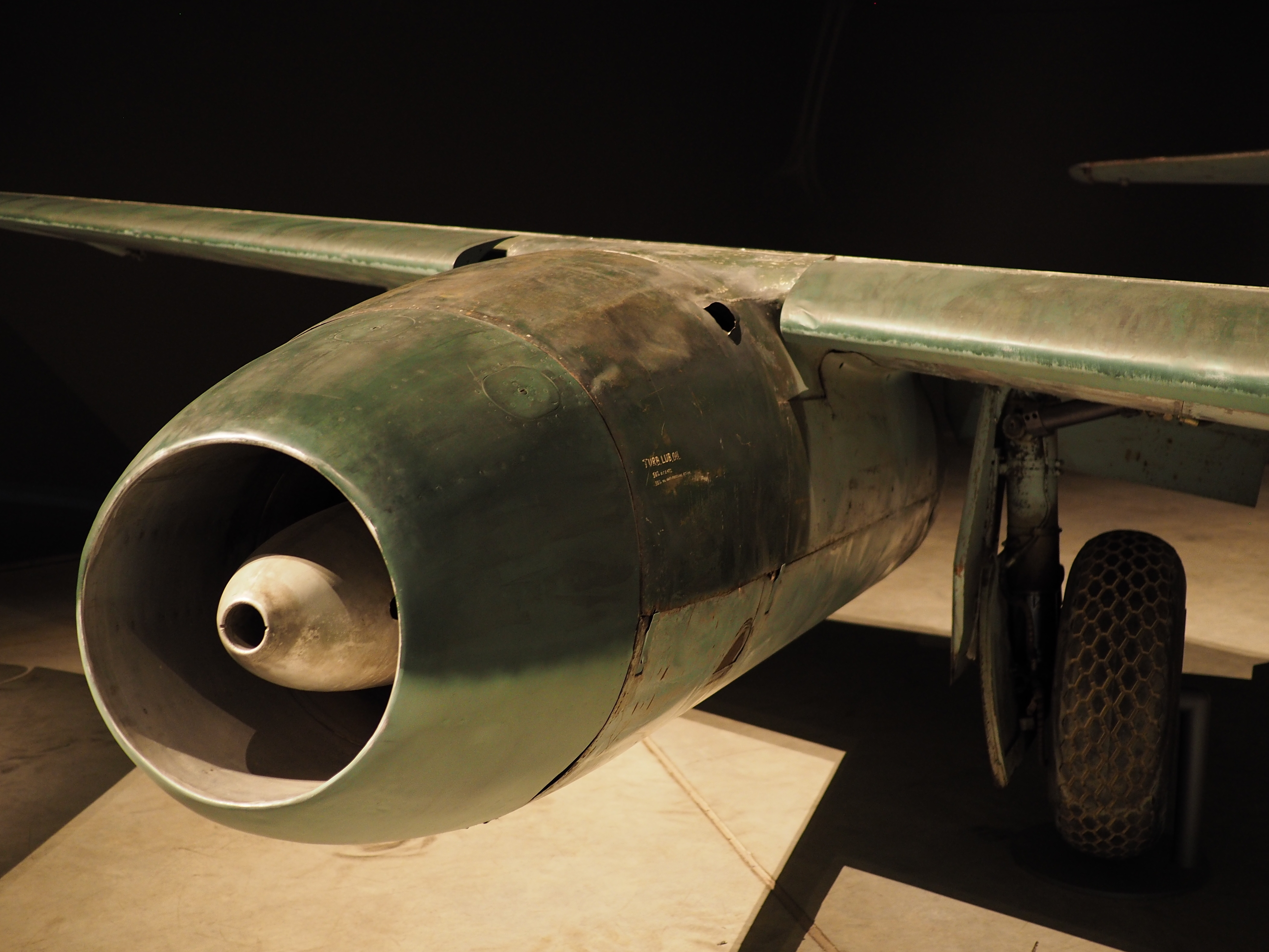
Pravý motor Junkers Jumo 004 na Me 262

- Avia S-92: (Avia M-04) československý Me 262 A-1a (stíhač)
- Avia CS-92: (Avia M-04) československý Me 262 B-1a (dvoumístný cvičný stíhač)
- Blohm & Voss P.188
- Focke-Wulf Ta 183 Huckebein (zamýšleno pro první prototypy)
- Horten Ho 229
- Heinkel He 280
- Heinkel He 162A-8
- Henschel Hs 132
- Messerschmitt Bf 110: testy.
- Messerschmitt Me 262
- Jakovlev Jak-Jumo: předchůdce stroje Jakovlev Jak-15 poháněný ukořistěnými motory 004

## Specifikace (Jumo 004B)

### Technické údaje
- Typ: proudový motor
- Délka: 3860 mm
- Průměr: 810 mm
- Hmotnost suchého motoru (tj. bez provozních náplní): 719 kg +3 % (719–740 kg)

### Součásti
- Startér: Dvoudobý Riedel-startér
- Kompresor: osmistupňový axiální (osový)
- Spalovací komory: šest trubkových
- Turbína: jednostupňová axiální

### Výkony
- Tah: 8,8 kN při 8 700 ot/min.
- Měrná spotřeba paliva: 1,39 kg/kp.h
- Poměr tah/hmotnost: 1,25 kp.kg (12,2 N/kg)